# Saint-Laurent-de-Muret
Saint-Laurent-de-Muret è un comune francese di 182 abitanti situato nel dipartimento della Lozère nella regione dell'Occitania.

## Società

### Evoluzione demografica
Abitanti censiti